# واکنشگر هیل
واکنشگر هیل (به انگلیسی: Hill reagent) که در سال ۱۹۳۷ توسط زیست‌شیمی‌دان بریتانیایی رابین هیل کشف شد، امکان کشف زنجیره‌های انتقال الکترون را در طول فتوسنتز فراهم کرد. این واکنشگرها رنگدانه‌هایی هستند که به عنوان گیرنده‌های مصنوعی الکترون عمل می‌کنند و با کاهیده شدن، تغییر رنگ می‌دهند. نمونه ای از یک واکنشگر هیل ۶٬۲-دی‌کلروفنول‌ایندوفنول (DCPIP) است.